# Quiéry-la-Motte

Quiéry-la-Motte este o comună în departamentul Pas-de-Calais, Franța. În 1 ianuarie 2022 avea o populație de 711 de locuitori.